# Tomba della Fustigazione

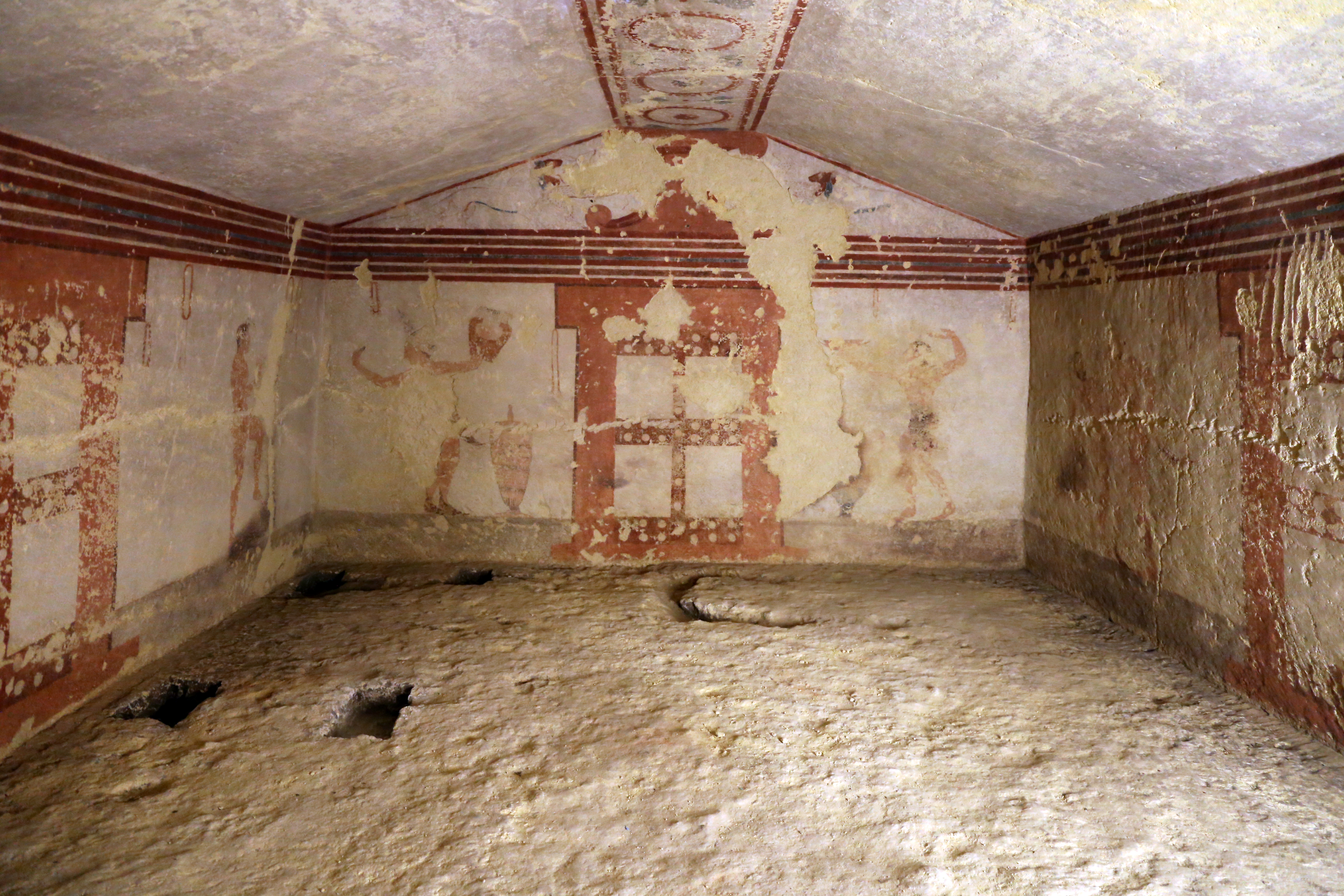
Wnętrze Tomba della Fustigazione z jego dekoracją malarską

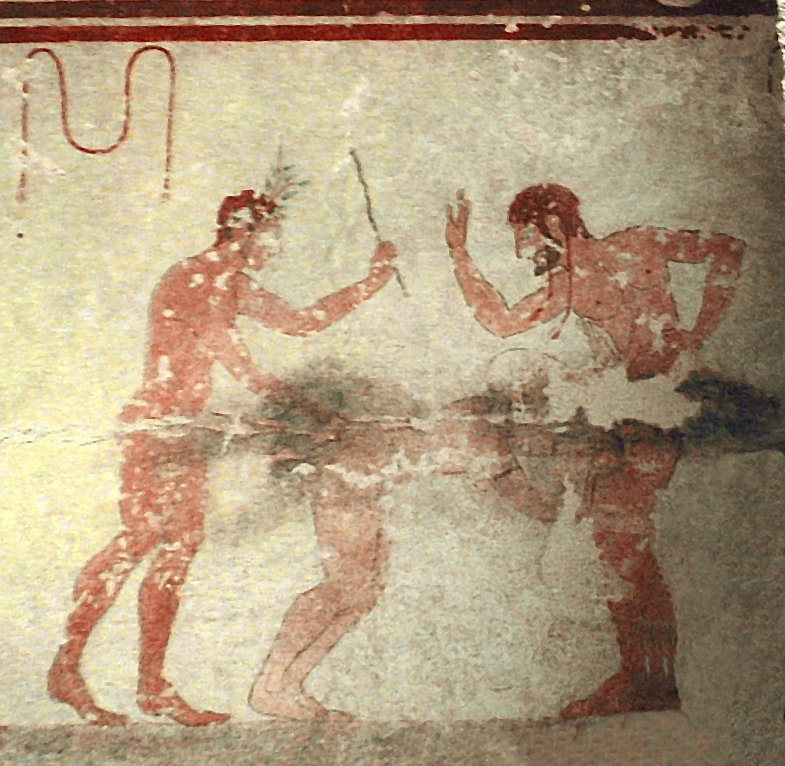
Scena chłosty z dekoracji grobowca

Tomba della Fustigazione (wł. dosł. Grobowiec Chłosty) – niewielki etruski grobowiec z V wieku p.n.e. odkryty w nekropolii Monterozzi w Tarquinii.
Odkrycia grobowca dokonano w 1960. Jego wnętrze zdobią freski przedstawiające sceny z ówczesnych rozrywek. Na ścianie na prawo od wejścia znajdują się dwie sceny erotyczne oddzielone wyobrażeniem drzwi. Pierwsza z nich przedstawia wygiętą kobietę przyciskającą biodra do mężczyzny, podczas gdy z drugiej strony na jej pośladku rękę kładzie młodzieniec trzymający w drugiej dłoni bicz. Na drugim fresku widoczna jest kolejna kobieta uprawiająca seks oralny z mężczyzną w chwili, gdy drugi chłoszcze ją od tyłu. Pozostałe malarskie dekoracje grobowca przedstawiają sceny pijaństwa, także z obecnością muzyków i tancerzy, co może sugerować wpływ kultu dionizyjskiego.